# Баллод, Ян Янович
Ян Янович Баллод (1896—1938) — советский партийный деятель, редактор (1930—?) латышскоязычной газеты Sibīrijas Cīņa, выходившей в Омске и Новосибирске с 1918 по 1936 год.

## Биография
Родился в 1896 году в мелкобуржуазной семье. Его отец как участник Революции 1905 года был выслан в 1909 году в посёлок Тасеево (Каинский уезд Томской губернии).
С 1912 года был работником железной дороги и параллельно учился в каинском городском училище. В 1915 году переехал в Петроград; с 1917 году служил солдатом в Латышском полку; в этом же году вернулся в Сибирь, где окончил среднюю школу и трудился в типографии крутильщиком.
До октября 1919 года проходил службу в Латышском боевом полку (белого движения), откуда дезертировал. Вступил добровольцем в Красную армию. С 1919 года — в КСМ, с 1920 — в РКП(б). С февраля 1921 года состоял в Латышской секции Сиббюро ЦК РКП(б). В 1922 был секретарём латсекции Енисейского губкома РКП(б).
С 1922 по 1927 год обучался в Коммунистическом университете национальных меньшинств Запада имени Ю. Мархлевского. В 1927—1928 годах руководил латсекцией совпартшколы (Красноярск).
С июня 1928 года — в составе редколлегии новосибирской газеты «Сибирияс Циня», в 1930 году назначен её редактором. Добился увеличения тиража с 1250 до 2500 единиц за выпуск.
Расстрелян в 1938 году. Впоследствии реабилитирован.